# 프리드리히 1세 (신성 로마 황제)
프리드리히 1세(독일어: Friedrich I, 1122년 ~ 1190년 6월 10일)는 호엔슈타우펜 왕가 출신의 신성 로마 제국의 황제이다(재위 1152년 ~ 1190년). 신성 로마 황제들 중 유능한 황제로 불리며, 후세에는 영웅으로까지 불리었다. 그의 이명인 바르바로사(이탈리아어: Barbarossa, 독일어: Rotbart)는 붉은 수염을 의미한다.
프리드리히는 1152년 3월 4일 프랑크푸르트에서 독일의 왕으로 선출되었으며 5월 9일 아헨에서 즉위하고, 1154년 파비아에서 이탈리아의 왕으로 즉위했고, 마침내 1155년 6월 18일 신성 로마 황제로 즉위했다. 그는 1178년 6월 30일 아를에서 부르군트의 왕으로 즉위했다. 그의 왕 선출 이전, 그는 슈바벤공의 계승자로 호엔슈타우펜가 당주 프리드리히 애꾸공(Friedrich der Einäugige)의 아들이었다. 그의 어머니는 라이벌인 벨펜가의 하인리히 흑공(Heinrich der Schwarze)의 딸 유디트 벨프(Judith Welf)였고, 이로 인해 프리드리히는 독일을 이끄는 두 집안의 계승자가 되어서 황제로 선출될 수 있었다.

## 생애
프리드리히는 1122년에 태어났다. 1147년 그는 슈바벤 공작이 되었고, 직후 그의 삼촌이자 독일왕 콘라트 3세와 함께 제2차 십자군으로 첫 번째 동방여행을 떠났다. 원정은 재앙으로 끝났으나, 프리드리히는 유명해져 왕의 신뢰를 얻었다. 1152년 2월 콘라트가 죽었을 때 프리드리히와 밤베르크 대주교만이 왕의 임종을 함께하였다. 둘은 콘라트가 프리드리히를 가리키며 죽었기 때문에 이후 콘라트의 6살 된 아들 대신 프리드리히를 지명했고, 프리드리히가 왕위를 계승해야 한다고 주장했다. 프리드리히는 왕관을 간절히 원했고, 3월 4일 왕국의 선제후들은 그를 다음 독일 왕으로 선출했다. 그는 아헨에서 며칠 뒤에 대관식을 거행했다.
신성 로마 제국을 샤를마뉴와 오토 1세 때의 위치로 되돌리려는 열망을 실현시키기 위해, 새 왕은 독일내에서의 회복이 이탈리아내 제국 권리의 보강보다 선행되어야 한다고 봤다. 평화를 위해서, 그는 귀족의 수많은 양보를 얻어냈다. 해외에서 프리드리히는 스벤 3세와 발데마르 1세의 덴마크 내전에 개입했고, 비잔티움 제국 황제 마누엘 1세 콤네누스와 교섭을 시작했다. 이즈음에 왕은 아이를 못낳은, 먼 친척관계인 아델하이트 폰 포부르크와의 이혼 허가를 교황에게 승인받았다. 그는 콘스탄티노폴리스에서 신부를 얻고자 했으나 헛수고였다. 그의 통치기에 프리드리히는 그의 왕위 선출을 교황 에우제니오 3세에게 통보했지만, 교황의 허락을 구하기는 거부했다.
1153년 3월, 프리드리히는 대관식에서 돌아오는 중에 교황 에우제니오의 승인이 없이 시칠리아왕 루지에로 2세 등의 교회의 적과 평화조약을 맺지 않고, 교황권을 지키겠다고 약속했다.
그는 이탈리아로 6번의 원정을 갔다. 첫 번째는 로마에서 교황 교황 하드리아노 4세에게 신성로마황제로 대관하기 위해서 아르날도 다 브레시아가 이끄는 공화정부를 제국군의 힘으로 탄압했다. 그는 1155년 가을 더 중요한 전역을 위해 이탈리아를 떠났다. 소요는 독일, 특히 바이에른에서 다시 사납게 일어났으나, 프리드리히의 강력한 행동으로 평화가 회복될 수 있었다. 바이에른 대공은 외스터라이히(오스트리아) 변경백이었던 하인리히 야조미르고트에서 프리드리히의 위험한 사촌동생인 벨펜가의 작센의 사자공 하인리히 공작(Heinrich des Löwen)로 바뀌었다. 사자공 하인리히의 아버지은 예전에 두 영지의 공작이었다. 프리드리히는 하인리히 야조미르고트가 바이에른을 잃은 보상으로 변경백이었던 외스터라이히를 공작령으로 끌어올려 외스터라이히 공으로 만들었다. 1156년 7월 9일 뷔르츠부르크에서 라인날트 3세의 딸이자 상속녀인 베아트릭스 폰 부르군트와 결혼하여 부르고뉴의 큰 땅을 그의 소유에 더했다.
그의 삼촌 오토 폰 프라이징은 《프리드리히 황제의 업적》(Gesta Friderici I imperatoris)이라고 이름지어진 프리드리히 통치 보고서를 썼다. 오토는 처음 2권을 끝내고 죽었다. 남은 2권은 그의 사제인 라헤빈이 썼다. 이 글은 고전적 전례를 잘 따른다. 예를 들어, 라헤빈이 프리드리히의 외모 묘사를 보면
그의 인격은 그의 힘을 시기하는 자조차도 칭찬하지 않을 수 없었다. 그는 균형잡힌 사람이다. 그는 매우 큰 사람보다는 작으나 보통 신장의 사람보다는 더 크고 고귀하다. 그는 금발이고 이마에서 웨이브가 있다. 그의 눈은 날카롭고, 그의 수염은 붉고, 그의 입술은 곱다... 그의 모습은 밝고 기운차다. 그의 이빨은 눈같이 희다... 분노대신 겸손으로 그는 얼굴을 붉힌다. 그의 어깨는 넓은편이고, 강한 체격이다.
수염과 모발의 묘사를 제외하면, 800년 전 인물인 시도니우스 아폴리나리스가 묘사한 다른 군주의 묘사 방법과 비슷하다.
1158년 6월 프리드리히는 그의 두 번째 이탈리아 원정을 사자공 하인리히와 그의 흉폭한 작센군단과 함께 시작했다. 이 원정으로 북 이탈리아에서 밀라노를 반란을 진압하여 제국 관료들의 통치를 확립하였으나, 교황 알렉산데르 3세와의 긴 투쟁이 시작되었다. 1160년 교황의 파문에 대항하여, 옥타비아누스 추기경을 대립교황 빅토르 4세로 옹립했다. 1162년경 프리드리히는 독일로 돌아와서 작센의 사자공 하인리히와 하인리히의 힘때문에 지쳐가는 이웃 영주들의 분쟁을 막고, 영향력과 영토를 늘렸다. 그는 또한 대주교 아르놀트에 대항해 반란을 일으킨 마인츠 시민을 여러 번 벌하였다. 1163년 이탈리아 방문에서 그는 시칠리아를 정복하려고 했으나 주로 제국의 세금에 반대해서 일어난 동맹으로 그는 계획을 포기해야 했다.
프리드리히는 이후 라인란트의 평화회복에 집중했다. 이 지역은 그가 샤를마뉴의 시성식을 장엄하게 행한 아헨이 있는 곳이었다. 1166년 10월, 그는 황제파 대립교황 파스칼 3세를 보호하고, 그의 아내 베아트리체를 신성로마황후로 즉위시키기 위해 한번 더 이탈리아로 갔다. 이때 사자공 하인리히는 프리드리히와 이탈리아로 같이 가기를 거부하고, 대신 그의 이웃과 다투고, 독일 동북부 슬라브 지역으로 확장하기를 원했다.
프리드리히의 힘은 로마인을 상대로 몬테 포르찌오의 승리를 얻었으나, 그의 원정은 제국군을 파괴시키고 황제를 이후 6년간 남게되는 독일로 도망치게 한 전염병의 발발로 중지되었다. 이시기, 프리드리히는 다양한 주교구와의 충돌되는 요구를 해결하고, 보헤미아, 폴란드, 헝가리에 제국의 권리를 주장하고, 비잔티움 황제 마누엘 1세 콤네누스와 친밀하게 지내기 시작하고, 잉글랜드의 헨리 2세와 프랑스의 루이 7세와 더 좋은 이해관계를 가지기 위해 노력했다. 1167년 그의 사촌동생 슈바벤 공 프리드리히 4세를 포함한 많은 슈바벤 귀족들의 사망으로, 그는 그의 통치아래 슈바벤 공령내 중요한 영토를 조직할 수 있었다. 그의 어린 아들 프리드리히가 새로운 슈바벤 공작이 되었다.
1174년 프리드리히는 그의 5번째 이탈리아 원정을 떠났고, 그 결과 그에 반대하는 롬바르디아 동맹이 형성되었다. 사자공 하인리히가 원정에 도움주길 거부했기 때문에, 원정은 완벽한 실패였다. 프리드리히는 1176년 5월 29일 밀라노 인근 그가 부상당하고 한때 사망했다고 믿어진 레냐노 전투에서 대패를 겪었다. 그는 롬바르디아 동맹과 교황 알렉산데르 3세와 평화 협상을 할 수밖에 없었다. 1177년 7월 베네치아 조약에서 프리드리히는 알렉산데르 3세를 교황으로 인정했다. 황제는 교황의 교황령 주권을 인정했고, 알렉산데르는 황제의 제국 교회 주권을 인정하였다. 하지만 롬바르디아 동맹은 1183년 콘스탄츠 화약이 성립될 때까지 계속 싸워야 했고, 프리드리히는 도시의 시장선출권을 인정했다.
프리드리히는 사자공 하인리히가 1174년 구원요청을 거부한 것을 용서하지 않았다. 1180년까지, 하인리히는 성공적으로 작센과 바이에른, 독일 동북부 영역들을 강력하고 이어진 영토로 만들었다. 하인리히에게 향한 다른 독일 영주들의 적개심으로, 프리드리히는 하인리히를 주교와 제후 모임에서 제외시키고, 독일 전통 법보다 제국 법이 우월하다고 선언하고, 하인리히의 땅을 몰수하고, 위법자로 선언했다. 그는 그 후 사촌을 굴복시키기 위해 제국군을 이끌고 작센을 침공했다. 하인리히의 동맹은 그를 버렸고, 1181년 11월 마침내 하인리히는 복종할 수밖에 없었다. 그는 독일로 귀환을 허가받기전까지 3년을 노르망디의 그의 장인인 잉글랜드의 헨리 2세에게 망명해야 했다. 이후 그는 예전보다 훨씬 줄어든 브라운슈바이크공으로 평화적으로 예술과 건축을 도우며 살다가 1195년 8월 6일에 죽었다.
교황과 화약한후, 프리드리히는 프랑스의 필립 오귀스트와 잉글랜드의 사자심왕 리처드 1세와 함께 제3차 십자군에 참가했다. 그는 10만의 대군을 편성하고 육로로 성지로의 여정을 출발했다. 십자군은 헝가리와 세르비아를 지나 비잔티움 영토에 진입했고 1189년 가을에 콘스탄티노폴리스에 도착했다. 거기서부터 그들은 그들이 두번 이긴 아나톨리아와 소-아르메니아로 진군했다. 거대한 독일군의 접근은 바르바로사의 힘에 대항해 군대를 모은 살라딘과 다른 무슬림 지도자들에게 깊은 근심이 되었다.

## 사망
1190년 6월 10일 프리드리히는 소아시아 남동쪽 킬리키아의 살레프강에서 수영하던중 67세의 나이로 죽었다. 정확한 상황은 알려지지 않았다. 연대기 저자 알리 이븐 알 아시르에 따르면 그의 갑옷 무게 때문에 엉덩이 깊이의 물에 빠졌다고 한다. 그날의 갑옷은 가능한 한 가볍도록 디자인되었기 때문에 건강한 사람이 엉덩이 깊이의 물에 빠질 만큼 무겁지 않았다. 하지만 일부 리인액터와 역사가들은 프리드리히의 늙은 나이를 감안하면 갑옷의 무게는 물에서 빠져나오기를 더욱 힘들게 했을 것이라고 논한다.
프리드리히의 죽음은 그의 군대를 혼란에 빠트렸다. 리더가 없이 공황에 빠져 투르크군에게 전방면에서 공격당하여, 독일군은 도망가거나 살해당했다. 원래 군사들의 극히 일부인 5000명만이 아크레에 도착했다. 바르바로사의 아들 슈바벤공 프리드리히 6세가 잔여군을 모아 황제를 예루살렘에 묻고자 하였으나, 식초로 절여 보존하고자 하는 시도가 실패하여, 살은 안티오키아의 성 베드로 성당에, 뼈는 티레 대성당에, 심장과 내장은 타르수스에 묻었다.
프리드리히의 때 아닌 죽음은 십자군을 라이벌 관계이자 프랑스의 필리프 2세와 잉글랜드의 리처드 1세의 지휘아래 있게 했고, 결국 분리되었다. 사자심왕 리처드는 동으로 계속 진군하여 살라딘과 싸워 복잡한 결과를 낳고, 예루살렘의 함락이라는 십자군의 주 목적은 성취하지 못하고 끝냈다.
왕위는 두번째 부인에게서 얻은 4남 하인리히 6세가 물려받았다.

## 가족관계
첫 부인 아델라 폰 포부르크와의 사이에서는 자녀가 없다. 둘째 부인 베아트리스 드 부르고뉴와는 8남 4녀를 낳았다.
배우자
포부르크 변경백작녀 아델라(Adela, 1135년 ~ 1190년)
부르고뉴 백작녀 베아트리스(Béatrice, 1143년 ~ 1184년)

자녀(8남 4녀)
베아트리스와의 소생(8남 4녀)
- 1녀 조피(Sophie, 1161년 ~ 1187년), 몽페라 후작부인
- 2녀 베아트릭스(Beatrix, 1162년 ~ 1174년), 시칠리아 왕비 예정자
- 1남 프리드리히 5세(Friedrich V, 1164년 ~ 1170년), 슈바벤 공작
- 2남 하인리히 6세(Heinrich VI, 1165년 ~ 1197년), 신성로마제국 황제
- 3남 프리드리히 6세(Friedrich VI, 1167년 ~ 1191년), 슈바벤 공작
- 3녀 기젤라(Gisela, 1168년 ~ 1184년), 미상
- 4남 오토 1세(Otto I, 1170년 ~ 1200년), 부르고뉴 백작
- 5남 콘라트 2세(Konrad II, 1172년 ~ 1196년), 슈바벤 공작
- 6남 르노(Renaud, 1173년 ~ ?년), 요절
- 7남 기욤(Guillaum, 1176년 ~ ?년), 요절
- 8남 필립 폰 슈바벤(Philipp von Schwaben, 1177년 ~ 1208년), 독일 국왕
- 4녀 아그네스(Agnes, 1181년 ~ 1184년), 헝가리 왕비 예정자

## 전설
프리드리히는 브리튼의 아더왕과 은총왕 브란처럼 산중휴거 전설을 포함해, 수많은 전설의 주제가 되었다. 전설에서는 그는 죽지 않았고 튀링엔의 키프호이저 산성(Kyffhäuserdenkmal mit Kaiser Barbarossa, 99706 Kyffhäuserland), 또는 바이에른의 운더베르크산의 동굴에 그의 기사들과 함께 잠자고 있고, 갈까마귀가 산 주위에 날기를 멈출 때 그는 일어나서 독일을 고대의 영광으로 돌릴 것이라고 한다. 그 이야기에 따르면, 그의 붉은 수염은 그가 앉은 탁자를 뚫고 자랐다고 한다. 그의 눈은 자는 동안 반쯤 감겨 있지만 지금, 그는 계속하여 손을 들고 소년을 보내 갈까마귀가 날기를 멈췄는지 보라고 한다. 비슷한 이야기로 시칠리아에서 프리드리히 2세의 전설이 있다. 키프하우저산 정상에서는 프리드리히를 기념한다. 1941년 독일의 소련침공 때 코드명은 바르바로사 작전이었다.

## 같이 보기
- 바르바로사 작전